# Licinius
Licinius I (tiếng Latin: Gaius Valerius Licinianus Licinius Augustus  khoảng năm 263-năm 325), là Hoàng đế La Mã trong giai đoạn từ năm 308 tới năm 324. Trong phần lớn khoảng thời gian triều đại của mình, ông đã cùng cai trị và là đối thủ của hoàng đế Constantinus I, người mà cùng với ông là đồng tác giả của sắc lệnh Milan chính thức khoan dung cho các tín đồ Kitô giáo trong đế chế La Mã. Ông sau đó bị đánh bại hoàn toàn ở trận Adrianople, trước khi bị hành quyết theo mệnh lệnh của Constantinus I.

## Những năm đầu cai trị

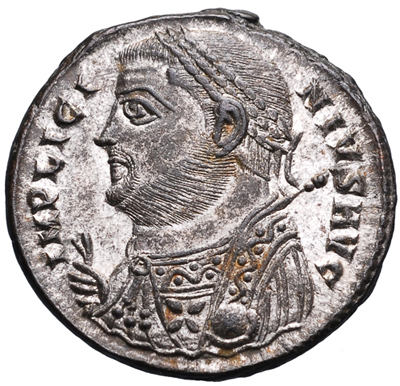
Tiền xu của Licinius I.

Sinh ra trong một gia đình nông dân người Dacia  ở Thượng Moesia, Licinius đã đồng hành theo người bạn thân thời thơ ấu của mình, vị hoàng đế tương lai Galerius, trong cuộc viễn chinh Ba Tư vào năm 298. Ông được Galerius tin cậy tới mức vào năm 307, ông đã được phái đi với vai trò là một sứ giả tới chỗ Maxentius ở Ý để cố gắng đạt được một số thỏa thuận về tước vị bất hợp pháp của ông ta. Galerius sau đó tin tưởng giao lại các tỉnh phía đông cho Licinius khi ông ta đích thân tới đàm phán với Maxentius sau cái chết của Flavius Valerius Severus.
Ngay khi Galerius quay trở về phía đông, Licinius đã được phong làm Augustus ở phương Tây vào ngày 11 tháng 11, năm 308. Ông đã ngay lập tức được giao quyền cai quản các tỉnh Illyricum, Thrace và Pannonia  Năm 310, ông nắm quyền chỉ huy của cuộc chiến tranh chống lại người Sarmatia, gây cho họ một thất bại nặng nề và trở về trong chiến thắng Sau khi Galerius qua đời vào tháng 5 năm 311, Licinius đã đi đến một thỏa thuận với Maximinus II Daia để chia sẻ các tỉnh phía đông giữa họ với nhau. Bởi vì thời điểm này, Licinius không những là Augustus chính thức của phía tây, ông cũng nắm giữ một phần các tỉnh phía đông cũng như lấy Hellespont và Bosporus làm ranh giới phân chia giữa họ, với Licinius nắm giữ các tỉnh ở châu Âu và Maximinus cai trị châu Á.
Một liên minh giữa Maximinus và Maxentius đã buộc hai vị hoàng đế còn lại phải thiết lập một thỏa thuận chính thức với nhau  Vì vậy, tháng 3 năm 313, Licinius kết hôn với Flavia Julia Constantia, người em gái cùng cha khác mẹ của Constantinus I, tại Mediolanum (ngày nay là Milan), họ có với nhau một người con trai, Licinius Trẻ, vào năm 315.